# Kališe, Kamnik
Kališe je razloženo naselje v Občini Kamnik, ki se razteza po hribih nad cesto Stahovica - Gornji Grad v zgornjem delu doline potoka Črna. Nad vasjo se odcepi stranska cesta mimo cerkve Sv. Ahacija na prelaz Volovljek.
V času NOB je 19. januarja 1943 motorizirana četa nemških orožnikov napadla Kamniški bataljon, ki se je po pohodu v visokem snegu ustavil v vasi; zaradi izdaje je premočan sovražnik partizane presenetil. Pri preboju iz obroča so imeli partizani 22 borcev mrtvih, 14 je bilo ranjenih, 18 pa jih je sovražnik ujel.